# 제시카 턱
제시카 턱(Jessica Tuck, 1963년 2월 19일 ~ )는 미국의 배우이다.
뉴욕에서 태어났다.

## 출연 작품
- 허니글루 (2015년)
- 모델 마이너리티 (2012년) - 앤지 타나카 역
- 샤페이의 멋진 모험 (2011년) - Mrs. 에반스 역
- 슈퍼 에이트 (2011년) - 미시즈 카즈닉 역
- 퍼브릭 리레이션스 (2010년)
- 멘 오브 어 서튼 에이지 (2009년)
- 크로싱 오버 (2009년)
- 세이빙 그레이스 (2007년)
- 하이 스쿨 뮤지컬 2 (2007년)
- 거친 녀석들 (2007년)
- 해리스 부인 (2005년)
- 세크러테리 (2002년)
- 빌보드 대드 (1998년)
- 브레이브 리틀 토스터 투 더 레스큐 (1997년)
- 에드버킷 (1997년)
- O.J. 심슨 스토리 (1995년)
- 배트맨 3 - 포에버 (1995년)
- 기숙사 대소동 4 (1994년)
- 라이프피오디 (1993년)
- 청춘 스케치 (1989년)

### 텔레비전
- 플래시포워드 (2009년)
- 콜드 케이스 시즌1 (2003년)
- 저징 에이미 (1999년)
- 트루 블러드 (2008년)
- 트위스티드
- 원 라이프 투 리브 (1968년)
- 우리 생애 나날들 (1965년)